# Banesto (equipo ciclista)
Banesto fue un equipo profesional ciclista español fundado en 1980 inicialmente denominado Reynolds con el patrocinio de la empresa de aluminio y dirigido por José Miguel Echavarri y Eusebio Unzué. En 1989 cambió su nombre y pasó a ser patrocinado por el banco español Banesto, que dejó de patrocinar el equipo a finales de 2003. 
En la temporada 2004, el equipo de Echavarri y Unzué encontró en el Gobierno de las Islas Baleares un nuevo patrocinador, lo que dio continuidad al equipo bajo la denominación de Illes Balears-Banesto e Illes Balears-Santander en el extranjero. 
En la temporada 2005, Banesto-Santander se retiró definitivamente del patrocinio de la escuadra ciclista. Aquel equipo, una de las estructuras más veteranas del pelotón internacional, tuvo como herederos al Caisse d'Epargne (2006-2010) y, desde 2011, al actual Movistar Team.

## Historia

### Reynolds (1980-1989)
El equipo profesional nació en el año 1980 con el patrocinio de la empresa navarra de aluminios INASA (Industria Navarra del Aluminio, S.A.), que un año antes había hecho entrada en el mundo del ciclismo al patrocinar un equipo de aficionados con la dirección de José Miguel Echavarri, alma mater de este equipo. Su principal jefe de filas fue Perico Delgado, gracias al cual se lograron los mayores éxitos con sus victorias en el Tour de 1988 y la Vuelta de 1989. Otros de sus corredores más destacados, tanto por sus victorias como por su trayectoria, fueron Ángel Arroyo, José Luis Laguía y Julián Gorospe.

### Banesto (1990-2003)
En 1989 entró en el patrocinio el Banco Banesto copatrocinando al equipo desde el Tour de Francia de ese año, que finalmente se quedó con todo el equipo en 1990 pasando la sede del equipo a Madrid. El camino de este equipo siempre estará ligado a Miguel Induráin, con los cinco tours consecutivos que ganó entre 1991 y 1995 y los dos giros en 1992 y 1993. 
Los años 1992 y 1993 consiguió ser el mejor equipo en el ranking UCI.
Tras la retirada de Induráin al finalizar la temporada de 1996, Abraham Olano y el "Chava" Jiménez fueron los principales estandartes del equipo, consiguiendo como mayor éxito la Vuelta de 1998, en la que fueron 1.º y 3.º respectivamente.

## Palmarés
Para años anteriores, véase Palmarés del Reynolds

## Plantilla
Para años anteriores, véase Plantillas del Reynolds